# Капеліан
Капеліан (лат. Capelianus) —  губернатор римської провінції Нумідія в III столітті. Був очільником війська, що в 238 році на боці імператора Максиміна Фракійця перемогло і вбило іншого імператора Гордіана II під час року шести імператорів.
Геродіан повідомляє, що Капеліан мав неприязнь до Гордіана через якийсь судовий позов. Після проголошення себе імператором Гордіан II разом зі своїм батьком, Гордіаном I (губернатором сусідньої провінції Африка), наказав замінити Капеліана. Натомість Капеліан, що відмовився складати з себе повноваження, вирушив із армією до Карфагену. Оскільки Нумідія, що часто піддавалася набігам берберів, була укомплектована кращими за провінцію Африка солдатами, військо Капеліана легко перемогло сили Гордіана. Після цього переможці вдалися до грабування Африки, а сам Капеліан сподівався проголосити себе імператором. Втім, відтоді про Капеліана не згадує жодне  джерело.